# Jennifer Hale
Pour les articles homonymes, voir Hale.
Jennifer Hale, née en 1972 à Labrador, est une actrice et chanteuse canado-américaine.
En 1994, elle décroche son premier rôle majeur dans une série d'animation, à savoir Ivy dans Mais où se cache Carmen Sandiego ? (1994-1999).
Dans l'industrie du jeu vidéo, elle est connue pour sa collaboration avec le studio BioWare, interprétant notamment la Jedi Bastila Shan dans le jeu Star Wars: Knights of the Old Republic (2003) et le commandant Shepard, protagoniste de la trilogie de science fiction Mass Effect (2007-2012). Elle interprète également Dynaheir dans Baldur's Gate (1998) ou encore Cremisius « Krem » Aclassi dans Dragon Age: Inquisition (2014) du même studio. Reconnue en 2013 comme l'actrice la plus prolifique au sein de l'industrie vidéo-ludique par le Livre Guinness des records, Jennifer Hale interprète également Ophélia dans Brütal Legend (2009), Rosalind Lutece dans BioShock Infinite (2013), Mom dans Broken Age (2014), le Dr Astrid Greenwood dans The Long Dark (2017-) ou encore Rivet dans le jeu Ratchet and Clank: Rift Apart (2021). Dans la version anglaise de la franchise Metal Gear d'Hideo Kojima, elle double Naomi Hunter dans Metal Gear Solid (1998) et Metal Gear Solid 4: Guns of the Patriots (2008), ainsi qu'Emma Emmerich dans Metal Gear Solid 2: Sons of Liberty (2002).
Pour Marvel Comics, elle prête sa voix à Felicia Hardy / Black Cat dans la série Spider-Man, l'homme-araignée (1995-1997), à Julia Carpenter / Spider-Woman dans la série Iron Man (1995-1997), à Silver Sable dans plusieurs jeux vidéo des années 2000, à Jean Grey / Phénix dans plusieurs productions depuis 2008 ou encore à Carol Danvers / Miss Marvel dans Avengers : L'Équipe des super-héros (2010-2012). Elle prête également sa voix à plusieurs personnages de DC Comics, les plus récurrents étant Killer Frost et Zatanna.
Tenant d'autres rôles au sein de la franchise Star Wars, elle interprète l'apprentie Jedi Jaden Korr dans le jeu Star Wars Jedi Knight: Jedi Academy (2003) ainsi que la Jedi Aayla Secura et la sénatrice Riyo Chuchi depuis la série Star Wars: The Clone Wars (2009-2010). Également, elle succède à Ilene Woods dans le rôle de la princesse Disney Cendrillon.
Décrite comme la « Meryl Streep » du milieu de la voix off, elle est considérée par ses pairs et par la critique comme une actrice caméléon.

## Biographie

### Jeunesse
Jennifer Hale est née en 1972 à Terre-Neuve-et-Labrador, au Canada. Elle a la double nationalité américano-canadienne.

### Carrière
En 1994, elle décroche son premier rôle dans une série d'animation, à savoir Ivy dans Mais où se cache Carmen Sandiego ?,. L'année suivante, elle participe à son dérivé vidéoludique Carmen Sandiego: Junior Detective (en) comme elle l'explique en 2013 : « C'était mon tout premier jeu et je me dis : « Combien de lignes ai-je ? C'est fou ! » Je n'étais habituée [...] qu'aux scripts d'animation [...] Il faut certainement beaucoup plus de temps pour un jeu vidéo qu'une serie d'animation d'une demi-heure »,,.
Entre 1995 et 1997, elle prête sa voix à Felicia Hardy / Black Cat dans la série Spider-Man, l'homme-araignée. Durant la même période, elle succède à Casey Defranco dans le rôle de Julia Carpenter / Spider-Woman qu'elle reprend à partir de la deuxième saison de la série Iron Man.
En 1998, elle collabore pour la première fois avec le studio BioWare qui l'engage pour son jeu vidéo de rôle Baldur's Gate. La même année, elle prête sa voix à Naomi Hunter dans la version anglaise du jeu Metal Gear Solid d'Hideo Kojima.
Elle succède à Ilene Woods dans le rôle de Cendrillon, ayant en 2018 prêté sa voix au personnage dans plusieurs projets dont les suites Cendrillon 2 : Une vie de princesse (2002) et Le Sortilège de Cendrillon (2007), les séries Tous en boîte (2001-2003) et Princesse Sofia (2012-2015 et 2018), ou encore le film d'animation Ralph 2.0 qui réunit plusieurs personnages de The Walt Disney Company dont les Princesses Disney.
En 2002, elle prête cette fois-ci sa voix à Emma Emmerich dans Metal Gear Solid 2: Sons of Liberty.
De 2002 à 2006, elle prête sa voix à plusieurs personnages de DC Comics présents dans la série La Ligue des justiciers, conclusion de l'univers partagé DC Animated Universe. Elle prête notamment sa voix à la super-héroïne magicienne Zatanna ainsi qu'aux super-vilaines Killer Frost et Giganta. Dans l'épisode Legends, elle joue Black Siren, membre de la Justice Guild of America (en) qui est un hommage à la Justice Society of America de l'âge d'or des comics.
En 2003, elle retrouve le studio BioWare qui lui offre le rôle de la Jedi Bastila Shan dans le jeu Star Wars: Knights of the Old Republic, d'après la franchise Star Wars créée par George Lucas. Elle déclare « C'est probablement l'un des premiers jeux où je me souviens d'un personnage à la fois sombre et clair. »,. L'actrice prend un accent britannique pour interpréter le personnage « Je pense en différents dialectes dans ma tête, mais le britannique est certainement l'un des principaux dialectes, et cela a toujours fait partie de moi. Depuis que je suis petite, et juste au fond de ma tête et je ne sais pas vraiment pourquoi. Je sais juste que c'est là. Et je suis allée dans un lycée des beaux-arts [où] nous avons étudié les dialectes. J'ai mis mon temps. Je travaille de temps en temps avec des coachs lorsque j'ai besoin d'une mise au point »,. La même année, l'actrice prête sa voix à l'apprenti Jedi Jaden Korr dans le jeu Star Wars Jedi Knight: Jedi Academy.
En 2005, elle interprète pour la toute première fois le personnage de Marvel Comics Silver Sable dans Ultimate Spider-Man. Elle prend un accent d'Europe de l'Est. Elle reprend le personnage en 2006 dans Spider-Man : Bataille pour New York, en 2007 dans Spider-Man : Allié ou Ennemi et en 2010 dans Spider-Man : Dimensions.

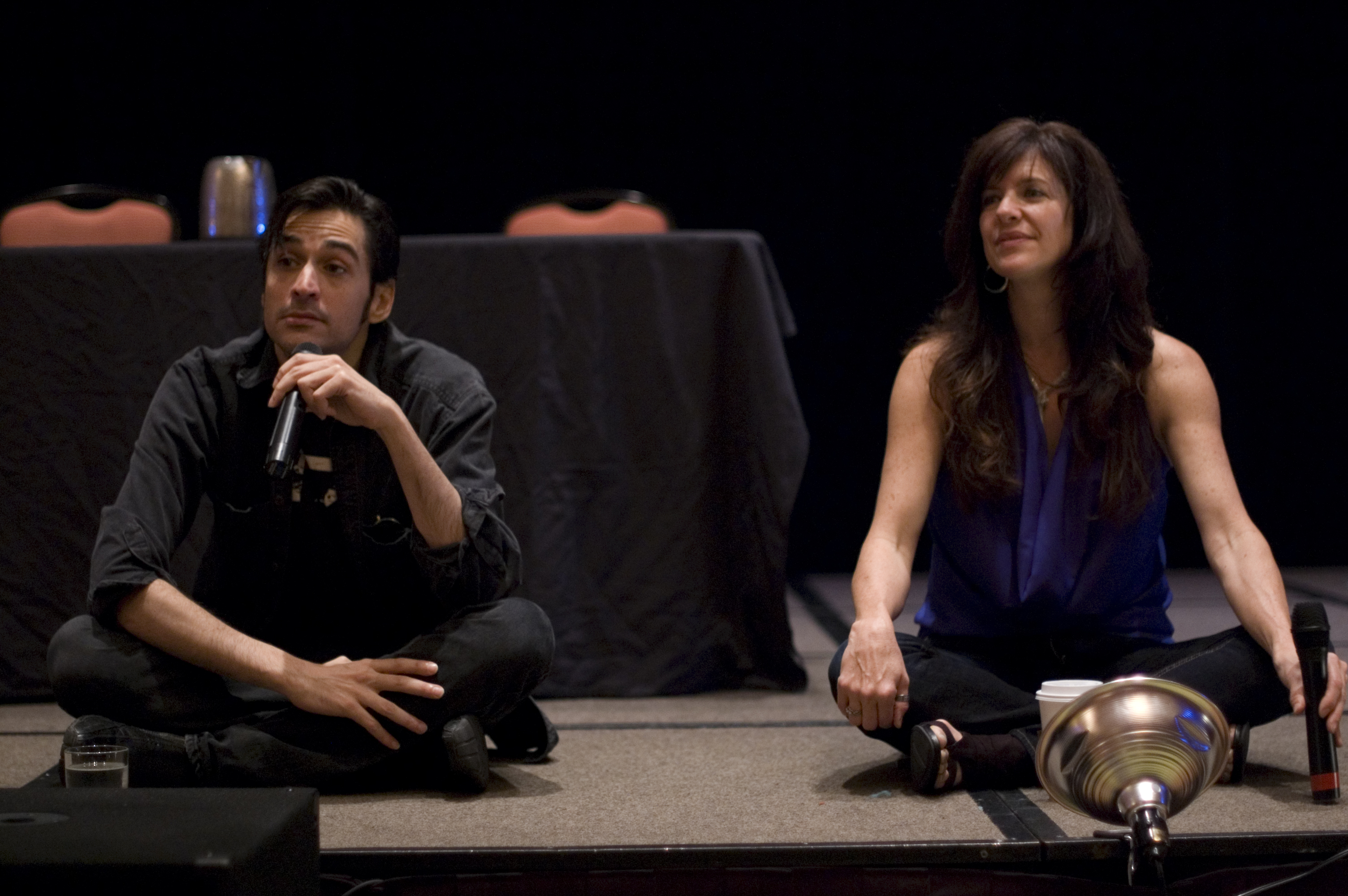
Jennifer Hale et Mark Meer, ici en 2011, interprètent chacun le commandant Shepard dans la trilogie vidéoludique de science fiction Mass Effect (2007-2012).

En alternance avec le comédien Mark Meer, Jennifer Hale prête sa voix entre 2007 et 2012 au commandant Shepard, protagoniste de la trilogie de science fiction Mass Effect. La trilogie de BioWare connait un important succès et s'est vendue à plusieurs millions d'exemplaires, ce qui a permis à l'actrice de connaitre une plus grande visibilité,. L'actrice a particulièrement appréciée que son personnage conserve les mêmes dialogues que son homologue masculin et espère voir une amélioration de l'écriture des personnages féminins dans l'industrie vidéoludique : « Je mets au défi tous les scénaristes de jeter un œil à votre personnage principal et, à moins qu'ils ne parlent spécifiquement de leur anatomie, ce personnage pourrait être une femme. Changez simplement le nom si nécessaire et essayez de le faire. Parce que le moment est venu [...] Regardez le commandant Shepard, vous regardez des personnages géniaux comme, en prenant Game of Thrones : Brienne de Torth [...] Arya Stark, Daenerys Targaryen, ces personnages brisent les barrières du genre dans la façon dont ils se comportent dans leur monde. Et cela peut arriver n’importe où. Je vous mets au défi, scénaristes, de le faire parce que, franchement, le public en réclame. [...] Je pense simplement que nous avons besoin de décisions de la part des développeurs et des entreprises [...] Parce que franchement, ce n'est pas un risque. Le public est prêt. Et je veux dire prêt avec des majuscules : PRÊT. »,.
En 2008, elle reprend son rôle de Naomi Hunter dans Metal Gear Solid 4: Guns of the Patriots. De 2008 à 2009, elle prête sa voix à la mutante Jean Grey / Phénix dans la série Wolverine et les X-Men. Elle reprend le personnage en 2011 dans Marvel Anime ainsi que dans les jeux de combat Marvel vs. Capcom. Elle doit reprendre le personnage dans la future série X-Men ’97 prévue courant 2024, succédant ainsi à Catherine Disher qui tenait le rôle dans la série X-Men de 1992.
En 2009, elle participe à l'ambitieux projet vidéoludique Brütal Legend du studio Double Fine Productions qui comprend de nombreux grands noms du heavy metal, ainsi que l'acteur Jack Back qui interprétre le personnage principal. Elle y incarne Ophélia, une membre de la résistance avec un passé sombre qui « devient un point central de l'histoire. ». En 2016, elle déclare que le personnage est le meilleur qu'elle a récemment interprétée car « C'était Tim Schafer — fondateur du studio —, et vous ne pouvez pas vous tromper avec Tim Schafer »,. La même année, elle reprend le personnage de Killer Frost dans le film d'animation Superman/Batman : Ennemis publics.
De 2009 à 2010, elle prête sa voix à plusieurs personnages de la série d'animation Star Wars: The Clone Wars, dont à la Jedi Aayla Secura et à la sénatrice Riyo Chuchi,.
De 2009 à 2011, elle participe à la série Batman: The Brave and the Bold. Elle reprend les personnages de Zatanna et de Killer Frost, interprète Ice (en) et Ramona O'Brian, ainsi que Poison Ivy le temps d'un épisode,. Pour cette dernière, elle est successivement remplacée par Vanessa Marshall et Tara Strong.
En 2010, elle prête sa voix à Carol Danvers dans un épisode de la série Avengers : L'Équipe des super-héros. Le personnage devient par la suite Miss Marvel et revient dans plusieurs épisodes de la deuxième saison en 2012.

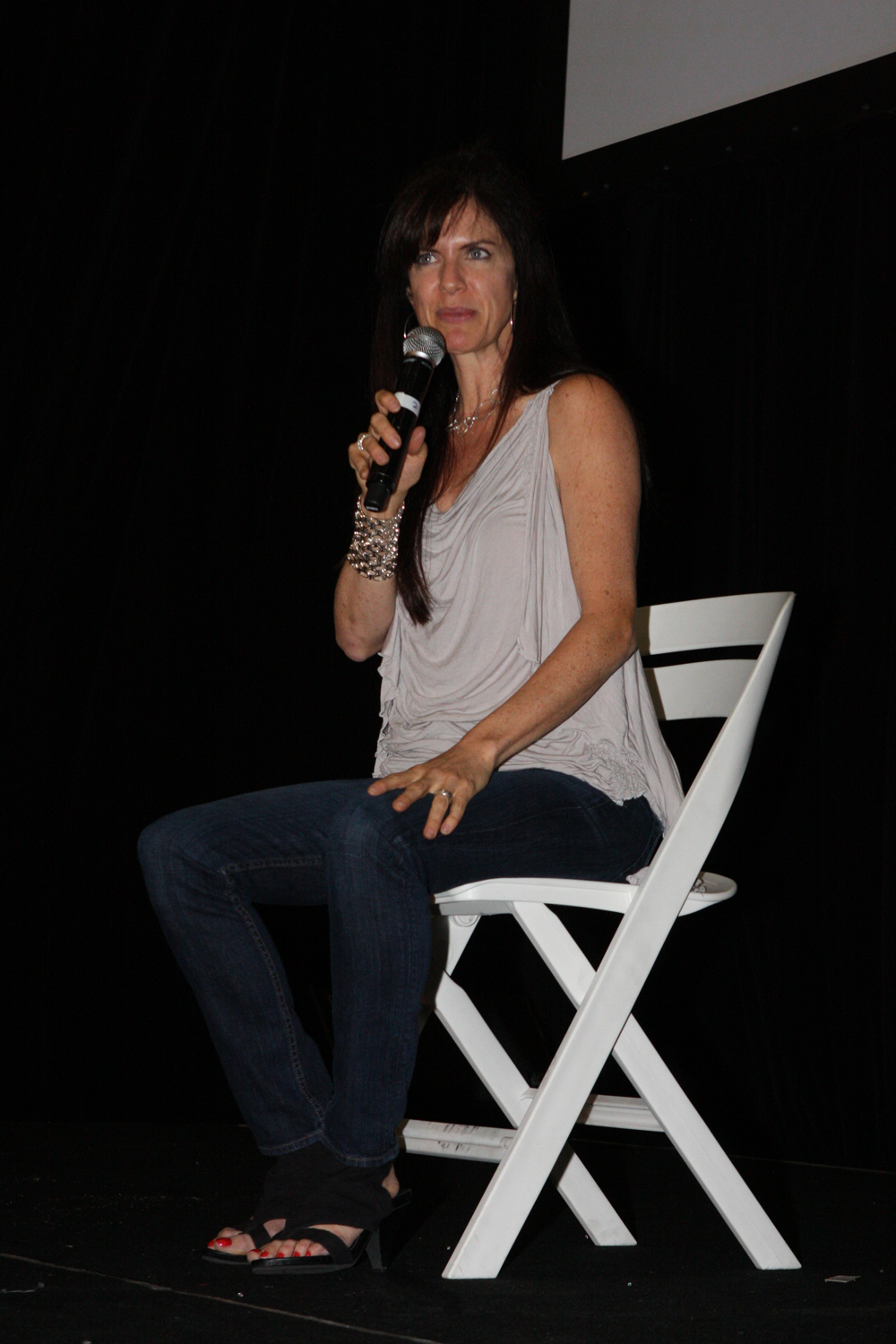
Jennifer Hale en 2012.

De 2011 à 2013, elle prête sa voix à plusieurs personnages de la série Green Lantern, dont à Carol Ferris / Star Sapphire (en).
En 2013, elle participe au jeu vidéo BioShock Infinite de Irrational Games, troisième volet de la trilogie BioShock. Interprète de Rosalind Lutece, elle forme un duo avec Oliver Vaquer (en) qui incarne son frère jumeau, Robert Lutece. « C'est un style de travail très différent [...] Il y avait quelque chose de très collaboratif de ma part dans BioShock avec Ken [Levine]. Nous parcourions une section et il avait une idée pour jouer avec certains mots et déplacer les choses et il était ouvert à tout ce qui lui venait à l'esprit si l'un de nous avait quelque chose de constructif à ajouter. Et c’était une belle façon de travailler. Ces deux personnes ont des esprits phénoménaux et je suis une grand fan des esprits phénoménaux. Je pourrais simplement passer toute la journée assise dans une pièce avec eux. »,.
La même année, l'actrice est annoncée dans le jeu de survie enneigé épisodique The Long Dark, dans lequel elle retrouve Mark Meer. Les quatre premiers épisodes sortent entre 2017 et 2021, le personnage du Dr Astrid Greenwood qu'elle incarne devient jouable dans le troisième épisode,. Un cinquième et dernier épisode est prévu pour fin 2024.
En 2013 et 2014, elle retrouve le personnage de Killer Frost dans le jeu de combat Injustice : Les dieux sont parmi nous et le film Batman : Assaut sur Arkham.
Toujours en 2013, elle est reconnue comme l'actrice la plus prolifique au sein de l'industrie vidéo-ludique par le Livre Guinness des records.
En 2014, elle retrouve le studio BioWare pour les besoins du jeu d'action-RPG Dragon Age: Inquisition. Elle y interprète le mercenaire Cremisius « Krem » Aclassi, un des rares personnages transgenres présents dans les jeux vidéo. Si le personnage est bien reçu au moment de la sortie du jeu, l'actrice ne souhaite pas tenir par la suite ce type de rôle, souhaitant mettre en avant des comédiens et comédiennes qui correspondraient mieux : « [...] je suis honorée de l'avoir fait. Et je ne le ferai plus, parce que je ne suis pas cette personne. Et c'est comme ça que fonctionne le casting - les dialectes sont passés du statut de partie essentielle du répertoire d'un comédien, jusqu'à devenir une pièce secondaire ces dernières années. Parce que la représentation et l'authenticité comptent. Et il y a tellement de gens merveilleusement talentueux qui sont cette personne. »,.
La même année, elle retrouve le studio Double Fine Productions dans le jeu d'aventure graphique Broken Age. Elle prête sa voix à Mom, l'intelligence artificielle du vaisseau de Shay qui lui sert de figure maternelle.
Depuis 2018, elle prête sa voix à Ashe, le nouveau personnage du jeu de tir à la première personne en ligne Overwatch du studio Blizzard Entertainment.
Accompagnée par de nombreux comédiens et comédiennes qui ont participé à la franchise Star Wars, Jennifer Hale reprend en 2019 son rôle de la Jedi Aayla Secura de manière vocale le temps d'une scène de Star Wars, épisode IX : L'Ascension de Skywalker, troisième et dernier volet de la troisième trilogie de Star Wars. La même année, elle participe au jeu bac à sable The Endless Mission qui sort en accès anticipé et qui comprend également les actrices Sara Amini, Laura Bailey, Alix Wilton Regan et Courtenay Taylor (en).
En 2020, elle prête sa voix à Maria Hill dans le jeu vidéo Marvel's Avengers.
En 2021, elle interprète le personnage de Rivet dans le jeu Ratchet and Clank: Rift Apart du studio Insomniac Games. Malgré une carrière prolifique, ce n'est pas ce qui lui a valu d'avoir le rôle. D'après Marcus Smith, « elle incarne la dureté, mais également la vulnérabilité et le charme »,. Jennifer Hale est une comédienne expérimentée si bien que certains enregistrements ont duré moins longtemps que prévu, après qu'elle a exécuté avec succès ses lignes.
En octobre 2022, le studio Platinum Games annonce que l'actrice est la nouvelle voix du rôle titre du jeu Bayonetta 3 qui sort le même mois. Elle remplace l'actrice Hellena Taylor à cause de « diverses circonstances qui se chevauchent », comme le rapporte le studio. L'intéressée conteste ces propos et dit avoir refusée le rôle à cause d'un salaire « insultant », brisant ainsi son accord de non-divulgation, ce que Jennifer Hale a refusé de faire. Les propos de l'actrice sont démentis par un rapport du site Bloomberg News qui explique que l'actrice a réclamé un salaire bien plus important que celui qu'elle a déclaré publiquement, ce qu'elle dément à son tour, laissant ainsi un flou sur la situation,.

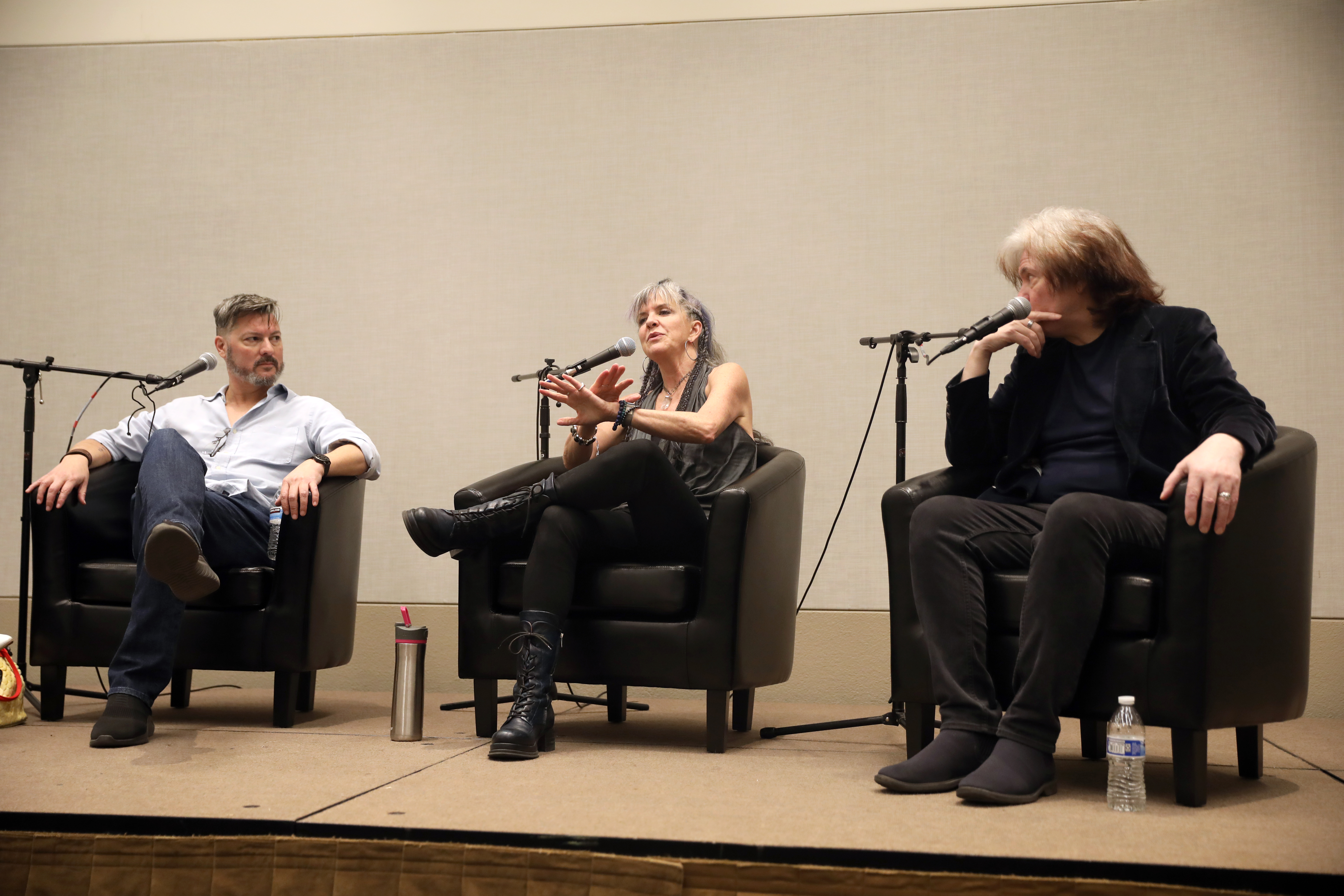
L'actrice en 2024 aux côtés des acteurs David Hayter et Quinton Flynn.

En 2023, elle reprend le rôle de la sénatrice Riyo Chuchi dans la deuxième saison de la série d'animation Star Wars: The Bad Batch.
Elle retrouve également le comédien David Hayter dans le jeu vidéo cérébral PS VR2 Synapse, dans lequel elle joue Clara Sorensen. Décrit comme la « voix directrice », l'actrice explique que son personnage « est super motivée. Elle est super stricte, précise, et tellement orientée vers les objectifs. Cela s’intègre vraiment à merveille dans la façon dont l’histoire se déroule dans la mesure où les choses ne sont peut-être pas ce qu’elles semblent être. Et pouvez-vous même le savoir ? Et j'aime vraiment la façon dont ils mettent tout cela ensemble. »,. Elle continue son parcours dans le milieu de la réalité virtuelle, interprétant en fin d'année l'exilée Vex dans le jeu Journey To Foundation, d'après le cycle littéraire d'Isaac Asimov.

## Influence et style de jeu
Au sujet de ses influences, l'actrice mentionne notamment ses collégues : « mes pairs, [sont] numéro un. Mes pairs sont incroyables – Dee Baker, Frank Welker, Grey DeLisle, Tress MacNeille, Kath Soucie, toutes ces personnes incroyables auprès desquelles j'ai appris, April Winchell [...] Et, vous savez, des gens comme Phil [Lamarr], des gens avec qui je fais des séries tout le temps, sont tout simplement absolument géniaux. C’est probablement mon influence numéro un. Et puis derrière cela, certains des acteurs et des projets que j'admire le plus, comme Battlestar Galactica le reboot, m'ont vraiment aidé à mettre à jour et à moderniser mon approche du jeu d'acteur pour passer au niveau supérieur. Des séries comme ça et des acteurs comme ça - Edward James Olmos et Mary McDonnell […] j’aime Judy Dench. »,.

Au début des années 2000, l'actrice a déjà un riche parcours dans l'industrie vidéoludique comme elle l'explique : 

« J’ai fait une tonne de jeux au début parce que, franchement, beaucoup d’acteurs ne voulaient pas vraiment les faire parce qu’ils étaient super exigeants. Et je semblais avoir un don pour ça [..] Au début des années 2000, c’était vraiment excitant d’être impliquée dans la création de jeux et d’être en quelque sorte à l’avant-garde de certaines des choses cinématographiques vraiment puissantes qui se déroulaient, et surtout en tant que femme. Se voir confier ces rôles puissants, une place pour mener, et tenir des personnages qui étaient des leaders, était phénoménal,. »

L'actrice mentionne en 2011 la différence entre jouer devant une caméra et derrière un micro : « Vous devez créer le visuel et aller plus loin avec les œuvres d'animation… vous pouvez sortir un peu des sentiers battus ; c'est plus comique et plus intéressant [...] Dans les jeux vidéo, vous prenez ce qu’ils vous disent, mais vous devez avoir tout l’environnement en tête. Quel est le son ambiant ? Qu'est-ce qui vient de se passer ? [...] Souvent, vous ne travaillez pas dans une scène continue. Vous ne travaillez souvent que par morceaux, vous devez donc réfléchir à ce que dit l’autre personne, comment se comporte-t-elle et que voit-elle. Tout est dans votre imagination, ce qui constitue le plus grand défi du jeu vocal dans les jeux vidéo »,. Elle explique également que les sessions d'enregistrement pour un jeu sont comme un one-woman show de quatre heures comme elle n'est généralement pas présente avec les autres comédiens.

## L'actrice vue par la critique et la profession
Ses pairs et les critiques notent la polyvalence de l'actrice dans ses rôles, ce que rapport le journaliste Tom Bissell (en) qui explique qu'elle est considérée comme une sorte de Meryl Streep. Michael Abbott, un professeur au Collège Wabash (en) qui écrit sur les jeux vidéo déclare : « On pourrait s’attendre à ce que les joueurs en aient assez d’entendre la voix de Jennifer Hale après des dizaines de jeux, mais elle s'est rendue intraçable. Elle a tout joué, d’une écolière anglaise amoureuse à un soldat stoïque et aguerri. C'est un caméléon. Cela aide qu’elle ait le don pour faire en sorte que l'exposition et le langage technique ressemblent à une conversation au cours d’un dîner »,.
Darragh O'Farrel, directeur artistique responsable des comédiens du jeu vidéo Star Wars: Knights of the Old Republic, déclare au sujet de l'actrice : « Il n'y a pas de fin pour les points positifs que l'on peut dire à propos de Jennifer […] Prenez quelqu'un comme Liam Neeson. Sans qu’il le force, vous savez, il y a une force que Neeson dégage sans avoir à l’exprimer ouvertement – c’est juste le comportement qui est là. Il y a une force derrière cela. Et Jennifer a ça aussi. Vous savez juste que ce n’est pas quelqu’un avec que tu veux emmerder, vous savez ? Elle est une dure à cuire sans avoir à l’être. D’un point de vue purement professionnel, c’est juste une grande actrice. Elle rend les séances faciles parce qu’elle est très informée et comprend tout simplement. Vous pouvez donc vous lancer et commencer à marteler beaucoup de lignes, et vous obtenez simplement de la qualité tout le temps. »,.
Collaborateur de longue date, David Hayter parle de son expérience avec l'actrice durant la série Spider-Man, l'homme-araignée : « Jennifer Hale m'a appris ce qu'est un véritable acteur de voix off professionnel […] elle était vraiment mon mentor, et à bien des égards, je lui dois une grande partie de ma carrière et de ma compréhension de ce secteur. »,.

## Filmographie
Sauf indication contraire, les informations mentionnées dans cette section peuvent être confirmées par la base de données cinématographiques IMDb,  présente dans la section « Liens externes ».

### Prise de vues réelles
- 1988 : Le Retour du père (A Father's Homecoming) : [Qui ?] (téléfilm)
- 1989 : Traveling Man : Joey (téléfilm)
- 1991 : Meurtre entre chiens et loup (In the Line of Duty: Manhunt in the Dakotas) : Mary Ann Kahl (téléfilm)
- 1992 : Love Potion : Catty Woman (film)
- 1995 : Gold Diggers: The Secret of Bear Mountain : Beth adulte (voix)
- 2001 : Shrinking Violet : Raven Wells (téléfilm)
- 2020 : Un ami aux petits soins : Google Maps (voix)

### Animation

#### Films, téléfilms et vidéos
- 1994 : Scooby-Doo et les Contes des mille et une nuits : Aliyah-din (téléfilm)
- 1995 : Mortal Kombat: The Journey Begins : Sonya Blade (vidéo)
- 1996 : Bruno the Kid: The Animated Movie : Leecy Davidson (vidéo)
- 1997 : Tamagotchi Video Adventures : Voice Actor (vidéo)
- 1997 : Mighty Ducks, le film : Mallory McMallard (vidéo)
- 1999 : Scooby-Doo et le Fantôme de la sorcière (Scooby-Doo and the Witch's Ghost) (vidéo) : Thorn (vidéo)
- 2000 : Scooby-Doo et les Extraterrestres (Scooby-Doo and the Alien Invaders) (vidéo) : Dottie (vidéo)
- 2000 : Sinbad: Beyond the Veil of Mists : Princesse Serena
- 2001 : Mickey, la magie de Noël (Mickey's Magical Christmas: Snowed in at the House of Mouse) : Cendrillon (vidéo)
- 2002 : Cendrillon 2 : Une vie de princesse (Cinderella II: Dreams Come True) : Cendrillon (vidéo)
- 2002 : Les Supers Nanas, le film (The Powerpuff Girls) : Ms. Keane (film)
- 2003 : Scooby-Doo et les Vampires (Scooby-Doo and the Legend of the Vampire) : Thorn and Queen (vidéo)
- 2003 : Powerpuff Girls: Twas the Fight Before Christmas Ms. Keane et la Princesse Morebucks (vidéo)
- 2005 : Lilo et Stitch 2 : voix additionnelles (vidéo)
- 2007 : Le Sortilège de Cendrillon : Cendrillon (vidéo)
- 2009 : Superman/Batman : Ennemis publics : Killer Frost (vidéo)
- 2014 : Batman : Assaut sur Arkham : Killer Frost (vidéo)
- 2023 : Legion of Super-Heroes : Alura (en) (vidéo)
- 2023 : Il était une fois un studio : Cendrillon (court métrage)

#### Séries
- 1993 : La Panthère rose (The Pink Panther) : [Qui ?]
- 1993 : Sonic the Hedgehog : [Qui ?]
- 1994-1995 : Skeleton Warriors (en) : Jennifer Steele a.k.a. Talyn
- 1994-1999 : Mais où se cache Carmen Sandiego ? (Where on Earth Is Carmen Sandiego?) : Ivy (40 épisodes)
- 1995 : Les Histoires farfelues de Félix le Chat (The Twisted Adventures of Felix the Cat) : Candy Kitty
- 1995-1997 : Iron Man : Julia Carpenter / Spider-Woman (2e voix, 10 épisodes)
- 1995-1997 : Spider-Man, l'homme-araignée : Felicia Hardy / Black Cat (29 épisodes)
- 1996-1997 : Mighty Ducks : Mallory McMallard (26 épisodes)
- 1996-1997 : Bruno the Kid (en) : Leecy Davidson (32 épisodes)
- 1996-1997 : The Real Adventures of Jonny Quest : Jessica Margret Leya 'Jessie' Bannon (II) (19 épisodes)
- 1998-2004 : Les Supers Nanas : Ms. Keane, Princesse Morbucks et Sedusa (39 épisodes)
- 1999 : The Chimp Channel (en) : Marina
- 1999-2004 : Rocket Power : Paula Dullard (11 épisodes)
- 2001 : Tous en boîte (House of Mouse) : Cendrillon et Princess Aurora
- 2001 -2014 : Totally Spies! : Sam, Mandy et voix additionnelles (116 épisodes)
- 2002 : Les Filles de Gotham (Gotham Girls) : Acting Commissioner, Stonegate Prison Warden Caroline Greenway, secrétaire Dora Smithy (9 épisodes)
- 2003 : Stuart Little (en) : Eleanor Little et Martha (13 épisodes)
- 2009-2010 : Star Wars: The Clone Wars : Aayla Secura, Riyo Chuchi, Lolo Purs (6 épisodes)
- 2009-2011 : Batman: The Brave and the Bold : Zatanna, Killer Frost, Ice (en) et Poison Ivy (1er voix, saison 2, épisode 11) (6 épisodes)
- 2010-2012 : Avengers : L'Équipe des super-héros (The Avengers: Earth's Mightiest Heroes) : Carol Danvers / Miss Marvel (14 épisodes)
- 2010-2013 : Scooby-Doo : Mystères associés (Scooby-Doo! Mystery Incorporated) : Thorn, Delilah Blake, Daisy Blake, Nova et Trini Lee (4 épisodes)
- 2011-2013 : Green Lantern : Carol Ferris / Star Sapphire (en), Biara Rev, Ghia'ta et Vinessa Swelton (6 épisodes)
- 2015-2017 : Avengers Rassemblement : F.R.I.D.A.Y., Freya (en) et Songbird (19 épisodes)
- 2016-2019 : Les Super Nanas : Ms. Keane et voix additionnelles (24 épisodes)
- 2017-2020 : La Bande à Picsou (DuckTales) : Gabby McStabberson et voix additionnelles (6 épisodes)
- 2018-2019 : Le Trio venu d'ailleurs : Les Contes d'Arcadia (3Below: Tales of Arcadia) : Izita (10 épisodes)
- 2019-2020 : Star Wars Resistance : Valik (4 épisodes)
- 2020 : Star Trek: Lower Decks : lieutenant Durga (saison 1, épisodes 7)
- 2020 : Blood of Zeus : Clotho, Artémis et la mère d'Alexia (4 épisodes)
- 2020-2021 : Scooby-Doo et Compagnie (Scooby-Doo and Guess Who?) : Thorn et voix additionnelles (2 épisodes)
- depuis 2021 : Birdgirl (en) : Glenda (2 épisodes - en cours)
- 2022 : Slumberkins : divers personnages (8 épisodes - en cours)
- 2022 : Kid Cosmic (en) :IRISH, Fish et la reine Teleknitti (2 épisodes)
- 2023-2024 : Star Wars: The Bad Batch : Riyo Chuchi, sénatrice de la Guilde du commerce (4 épisodes)
- depuis 2023 : Le Prince des dragons : Domina Profundis (saison 5, épisode 1 - en cours)
- depuis 2023 : L'École des licornes : Ravenzella (7 épisodes - en cours)
- 2023 : LEGO Dreamzzz : Burrzerker (1 épisode)
- depuis 2024 : X-Men ’97 : Jean Grey (6 épisodes - en cours)

## Jeux vidéo
- 1995 : Carmen Sandiego: Junior Detective (en) : Ivy
- 1998 : Metal Gear Solid : voix anglaise du docteur Naomi Hunter
- 2000 : Sacrifice : Perséphone
- 2000 : Grandia II : la chanteuse Helena
- 2001 : Metal Gear Solid 2: Sons of Liberty : Emma Emmerich et Jennifer
- 2001 : Eternal Darkness : Alexandra Roivas/Xel'lotath
- 2002 : Metroid Prime : Samus Aran
- 2003 : Tales of Symphonia : Sheena Fujibayashi
- 2003: Star Wars: Knights of the Old Republic : Bastila Shan
- 2004 : Metal Gear Solid: The Twin Snakes : Naomi Hunter
- 2004 : Star Wars Jedi Knight: Jedi Academy : Jaden Korr (féminin)
- 2004 : Onimusha 3 : Michelle
- 2004 : Metroid Prime 2: Echoes : Samus Aran
- 2005 : Age of Empires III : Elisabeth Ramsey
- 2005 : Star Wars: Knights of the Old Republic II - The Sith Lords : Bastila Shan
- 2005 : Mercenaries: Playground of Destruction : Jennifer Mui
- 2005 : Ultimate Spider-Man : Silver Sable
- 2006 : Metroid Prime: Hunters : Samus Aran
- 2006 : Spider-Man : Bataille pour New York : Silver Sable
- 2007 : Mass Effect : Commandant Shepard (femme)
- 2007 dans Spider-Man : Allié ou Ennemi : Silver Sable
- 2007 : Metroid Prime 3: Corruption : Samus Aran
- 2008 : Metal Gear Solid 4: Guns of the Patriots : Naomi Hunter
- 2008 : Mercenaries 2: World in Flames : Jennifer Mui
- 2009 : Brütal Legend : Ophélia
- 2010 : Kingdom Hearts: Birth by Sleep : Princesse Aurore
- 2010 : Spider-Man : Dimensions : Silver Sable
- 2010 : Mass Effect 2 : Commandant Shepard (femme)
- 2011 : Bulletstorm : Trishka Novak
- 2011 : Marvel vs. Capcom 3: Fate of Two Worlds : Jean Grey
- 2011 : Star Wars: The Old Republic : Satele Shan
- 2012 : Guild Wars 2 : Queen Jennah
- 2012 : Diablo 3 : Leah
- 2012 : Call of Duty: Black Ops II : Anderson
- 2012 : Mass Effect 3 : Commandant Shepard (femme)
- 2012 : Halo 4 : Sarah Palmer
- 2013 : Injustice : Les dieux sont parmi nous : Killer Frost et Hawkgirl
- 2013 : BioShock Infinite : Rosalind Lutece
- depuis 2014 : The Elder Scrolls Online : Lyris Titanborn
- 2014 : Dragon Age: Inquisition : Cremisius « Krem » Aclassi
- 2014 : La Terre du Milieu : L'Ombre du Mordor : Galadriel
- 2015 : Mortal Kombat X : Tanya
- 2015 : Halo 5: Guardians : Sarah Palmer
- 2016 : République : Mireille Prideaux
- 2016 : La Terre du Milieu : L'Ombre de la guerre : Galadriel
- 2017 : Horizon Zero Dawn : Lauvuk
- depuis 2017 : The Long Dark : Astrid Greenwood
- 2018 : Overwatch : Ashe
- 2018 : Lego DC Super-Vilains : Killer Frost, Zatanna et Star Sapphire (en)
- 2018 : Lego Les Indestructibles : Dory
- 2019 : Marvel Ultimate Alliance 3: The Black Order : Jean Grey
- 2020 : Marvel's Avengers : Maria Hill
- 2020 : Marvel's Iron Man VR : Pepper Potts
- 2021 : Ratchet and Clank: Rift Apart : Rivet
- 2021 : No More Heroes III : Juvenile et Kimmy Howell
- 2021 : Cookie Run: Kingdom : Cookie Cendrillon
- 2022 : Bayonetta 3 : Bayonetta
- 2022 : High on Life : 9-Torg
- 2022 : Marvel's Midnight Suns : Lilith
- 2022 : Overwatch 2 : Ashe
- 2022 : Horizon Forbidden West : Kopilai et Lauvuk
- 2022 : Metal: Hellsinger : la juge rouge
- 2022 : Return to Monkey Island : Reine Odina
- 2022 : World of Warcraft: Dragonflight : Merithra of the dream
- 2023 : Mortal Kombat 1 : Kronika
- 2023 : Synapse : Clara Sorensen
- 2023 : Journey To Foundation : Vex
- 2023 : Diablo IV : voix additionnelles